# فاينانشال تايمز
فاينانشال تايمز (بالإنجليزية: Financial Times) واختصاراً (FT) هي صحيفة يومية صباحية بريطانية تتحدث عن الأعمال التجارية الدولية، وتصدر تلك الصحيفة من لندن. ويتم طباعتها في 24 مدينة حول العالم
وإلى جانب الصحيفة، يوجد موقع رسمى لها على الإنترنت والمسمى FT.com، ويبلغ متوسط الجماهير القراء للصحيفة إلى 1.2 مليون شخص يوميا في جميع أنحاء العالم بحسب أرقام مركز برايس وتر هاووس كوبرز في نوفمبر 2011
ويصل عدد المسجلين في الموقع إلى 4 ملايين شخص 250 ألف شخص مشتركون رقميون، بالإضافة إلى 585681 مسخدم للموقع وليس مسجلا، وموقع الصحيفة الصينى لديه أكثر من 1.7 مليون مستخدم مسجل، ويتم عمل 305000 نسخة حول العالم من الصحيفة، يتم تداول ثمانية آلالاف وثمانيين نسخة في بريطانيا يومى السبت والأحد مجتمعين وفي نهاية الأسبوع يصل عدد النسخ المتداولة طوال الأسبوع إلى 113000 اعتبارا من أبريل عام 2012
تأسست الصحيفة في عام 1888 على يد جيمس شيريدان وبوتوملي هوراشيو
. وأهم منافسيها هي وال ستريت جورنال وهي صحيفة مالية يومية تصدر في مدينة نيويورك والتي هي بدورها أيضاً تطبع بعدة لغات. تم تأسيسها في عام 1888 من قبل جيمس شيريدان وأخوه.

## تاريخ
ولدت الفاينانشيال تايمز في 18 فبراير من عام 1888، أي قبل عام من صحيفة وول ستريت جورنال، لمواجهة فاينانشال نيوز المختصة في الأخبار المالية والتي ظهرت في عام 1884 من قبل مجموعة الاخوة بري. في عام 1945 اندمجت الجريدتين تحت اسم فاينانشال تايمز. وأصبحت فيما بعد شركة قابضة إنجليزية يملكها S. Pearson Published Limited.
لأسباب اقتصادية وعملية، طبعة هذه الصحيفة سنة 1893 على ورق بلون السلمون، وتحول هذا إلى عادة وبدأ في استخدام هذا اللون يميز الصحافة المالية.
تطبع الطبعة الأوروبية من الصحيفة في فرانكفورت (منذ 2012) وبدأت تطبع في كل من دبي و‌أتلانتا (منذ 2003) وتطبع بصفة رقمية في جنوب أفريقيا (منذ 2002) وتطبع في دالاس و‌ميامي و‌كوالالمبور و‌سيئول (منذ 2000) وفي بوسطن و‌سان فرانسيسكو (منذ 1999) وفي ميلان و‌شيكاغو (منذ 1998) وفي هونغ كونغ (منذ 1996) وفي مدريد و‌ستوكهولم و‌لوس أنجلوس (منذ 1995) وفي طوكيو (منذ 1990) وفي باريس (منذ 1988) وفي نيويورك (منذ 1985) وتطبع النسخة الأوروبية في فرانكفورت (منذ 1979).

## الصحيفة والترجمة العربية
هناك اتفاق خاص بين الصحيفة و‌جريدة الاقتصادية السعودية يتم بموجبها ترجمة لأهم مقالاتها يومياً